# Les Collades (Maçanet de Cabrenys)
Les Collades és una collada situada a 1.275,3 m alt entre els termes comunal dels Banys d'Arles i Palaldà, a l'antic terme de Montalbà dels Banys (Vallespir, Catalunya del Nord) i municipal de Maçanet de Cabrenys, a l'Alt Empordà.
És a l'extrem sud del terme. És al sud-oest del Roc de la Sentinella i al nord-est del Coll de la Dona Morta.